# アイジンガー (小惑星)
アイジンガー (5530 Eisinga) は、小惑星帯の小惑星。パロマー天文台のトム・ゲーレルスとライデン天文台のファン・ハウテン夫妻が発見した。
オランダの18世紀生まれのアマチュア天文学者で、アイゼ・アイジンガーのプラネタリウムと呼ばれる太陽系儀を製作したアイゼ・アイジンガーから命名された。